# Yawl

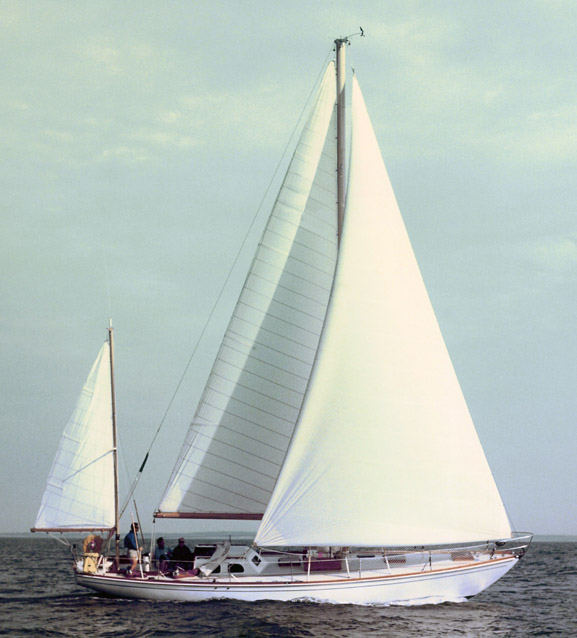
Yawlen Odyssey

Yawl (seglingsterm) är en tvåmastad segelbåt, där den aktra masten (mesanmasten eller gäckmasten) är placerad bakom hjärtstocken och för ett litet segel (mesansegel eller gäck). Placeringen kan vara framför hjärtstocken på en del moderna segelbåtar. Mesanseglet har en yta av 25 till 30 procent av storseglets yta samt är i jämförelse mindre än på en ketchriggad segelbåt. 
Till skillnad från ketchen, där mesanen och eventuellt mesantoppsegel är avsedda att väsentligt bidra till segelytan och därmed farten, är yawlens mesan eller gäck avsedd främst att förbättra balansen och underlätta styrningen.